# Wieruszów
Wieruszów è un comune urbano-rurale polacco del distretto di Wieruszów, nel voivodato di Łódź.
Ricopre una superficie di 97,13 km² e nel 2004 contava 14 236 abitanti.